# Josep Puigvert i Arnaus
Josep Puigvert i Arnaus (Sant Cugat del Vallès, 1911) fou un periodista català. Treballà com a tècnic tèxtil i després de la guerra civil espanyola s'exilià a Perpinyà, on passà per diferents camps de concentració.
Un cop alliberat es traslladà a l'Argentina i el 1941 al Paraguai, on treballà en una fàbrica tèxtil de la família catalana Aran. Més tard tornà a l'Argentina i s'establí a Buenos Aires, on dirigí la secció de teixits de les empreses Graffa i Inta SA, fou un dels fundadors del Casal de Catalunya de Buenos Aires, editor de la revista La Masia i director del programa de ràdio en català L'hora catalana.
El 1968, però, s'establí amb la seva família a Mississauga, Toronto (Canadà), on va fundar el Centre Catalanista del Canadà, el Casal dels Països Catalans de Toronto. El 1984 va rebre la Medalla d'Or del govern canadenc, el 1993 el Premi Batista i Roca concedit per l'IPECC i el 2002 va rebre novament la Medalla d'Or del govern canadenc.